# Diagramma di Kiviat

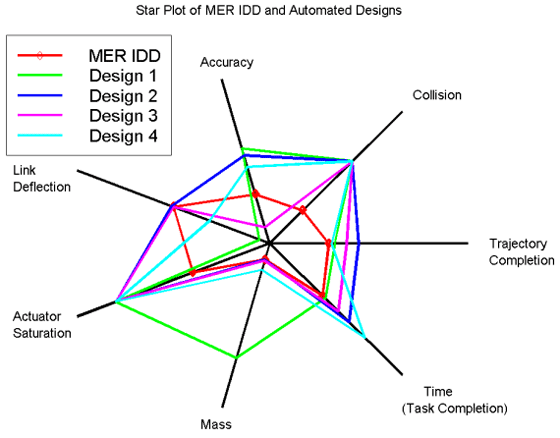
Esempio di grafico radar

Un diagramma di Kiviat o grafico radar è un metodo grafico per mostrare dati su variabili multiple in forma di un grafico bidimensionale di tre o più variabili, rappresentate su assi con la stessa origine. La posizione relativa e l'angolo degli assi è tipicamente priva di importanza
Il diagramma  è anche conosciuto come grafico ragnatela, grafico ragno, grafico a stella, grafico polare.
Questa rappresentazione grafica consiste di una sequenza di raggi che hanno origine da un centro e formano angoli uguali tra loro; ogni raggio rappresenta una delle variabili. La distanza dal centro del punto marcato sul raggio è proporzionale al valore della variabile rispetto al valore massimo raggiungibile. I punti sui raggi vengono congiunti con segmenti, così che il grafico ha la forma di una stella o di una ragnatela.
Il grafico a stella viene spesso utilizzato per l'immediatezza con cui si possono confrontare n-uple di valori relative ad osservazioni diverse.
Il diagramma di Kiviat fu usato per la prima volta nel 1877 da Georg von Mayr.